# Pieve di Santa Maria Assunta (Piancastagnaio)
La pieve di Santa Maria Assunta è un edificio sacro che si trova a Piancastagnaio.
È documentata dal 1188. L'ingresso è posto nel lato sinistro, dove restano alcune monofore. È a unica navata con muratura a filaretto, copertura a capriate e tre archi ogivali trasversali, e campanile romanico merlato.
La cappella del Santissimo Sacramento è un ambiente barocco con affreschi, una vasca monolitica per immersione ed un fonte battesimale del XV-XVI secolo. Quella della Santissima Annunziata ha l'altare ligneo barocco ornato da una pala con l'Annunciazione; in basso un Cristo morto ligneo (1864) di Pasquale Leoncini. Nella parete destra, il pulpito in pietra (1607). Nella cappella maggiore, un quattrocentesco tabernacolo per l'Olio Santo. In sagrestia, un affresco con la Pietà con i Santi Francesco e Rocco (1693) di Francesco Nasini.